# Ned Block
Ned Joel Block, född 1942, professor i filosofi, psykologi och neurovetenskap vid New York University . Block har gjort viktiga upptäckter inom forskningen om medvetande och kognitionsvetenskap.